# ۱۶ آوریل
۱۶ آوریل صد و ششمین (در سال‌های کبیسه صد و هفتمین) روز سال در گاه‌شماری خورشیدی است. ۲۵۹ روز تا پایان سال باقی‌است.

## رویدادها
- ۱۱۷۸ (پیش از میلاد) - خورشیدگرفتگی و بازگشت اودیسه از جنگ تروا
- ۱۸۱۸ - 'سنای ایالات متحده قانون غیر مسلح بودن مرزهای این کشور با کانادا را تصویب کرد.
- ۱۹۴۵ - جنگ جهانی دوم: آغاز نبرد برلین
- ۱۹۹۲ - محمد نجیب‌الله از ریاست دولت افغانستان کناره‌گیری کرد.

## زادروزها
- ۱۳۱۹ - ژان دوم، پادشاه فرانسه (د. ۱۳۶۴)
- ۱۸۴۴ - آناتول فرانس، نویسندهٔ فرانسوی
- ۱۸۸۹ - چارلی چاپلین، کمدین سینما
- ۱۹۲۴ - هنری مانچینی، آهنگساز ایتالیایی‌تبار آمریکایی
- ۱۹۲۷ - پاپ بندیکت شانزدهم
- ۱۹۲۸ - سلما الخضراء الجیوسی،  نویسنده، شاعر، دانشگاهی و مترجم فلسطینی.[۱]
- ۱۹۳۹ - داستی اسپرینگفیلد، خواننده
- ۱۹۴۰ - مارگرته دوم، ملکه دانمارک
- ۱۹۷۹ - کریستین آلبرس، رانندهٔ مسابقات اتومبیل‌رانی اهل هلند

## درگذشت‌ها
- ۱۸۷۹ - برنادت سوبیرو ، یک قدیس فرانسوی که در ۱۴ سالگی ادعا کرد مریم را جلوی یک غار طرف های لورد (فرانسه) مشاهده کرد
- ۱۸۲۸ - فرانسیسکو گویا، نقاش اسپانیایی
- ۱۹۲۸ - پاول آکسلرود، سیاستمدار مارکسیست و انقلابی روسی. [۲]
- ۱۹۹۷ - رولان توپور، نقاش و نویسنده فرانسوی
- ۲۰۲۰ - جین دایچ، تصویرساز